# ليام كيني
ليام كيني (بالإنجليزية: Liam Kenny)‏ هو لاعب إسكواش أسترالي، ولد في 2 نوفمبر 1977 في برث في أستراليا.

## وصلات خارجية
- ليام كيني على موقع SquashInfo.com (الإنجليزية)